# Marcus D'Almeida
Marcus Vinicius Carvalho Lopes D'Almeida (Rio de Janeiro, 30 de janeiro de 1998) é um arqueiro brasileiro, que compete com arco recurvo. Em 2021, tornou-se vice-campeão mundial de Tiro com Arco, garantindo a primeira medalha brasileira da história da modalidade. Em fevereiro de 2023, tornou-se o primeiro brasileiro a liderar o ranking mundial de tiro com arco na categoria de arco recurvo. Em setembro do mesmo ano, tornou-se o primeiro brasileiro na história a ganhar a final da Copa do Mundo de Arco.

## Biografia
Após morar no Recreio dos Bandeirantes, bairro da Zona Oeste Carioca, até os seis anos, Marcus D'Almeida se mudou para Maricá com sua família. Com 12 anos, após ter passado pela vela, jiu-jitsu, remo e natação, Marcus teve seu primeiro contato com o esporte que o faria famoso, no Centro de Treinamento de Tiro com Arco localizado nas proximidades da Lagoa de Maricá. Com dois anos de prática no esporte, já tinha entrado na seleção brasileira principal. Em 2012, se mudou para Campinas com 14 anos para treinar o esporte, conciliando o treino com estudos. É torcedor do Clube de Regatas Vasco da Gama.

## Carreira

### 2013 e 2014
Sua primeira competição internacional foi em 2013. No ano seguinte, ganhou três medalhas de ouro nos Jogos Sul-Americanos de 2014, onde ele quebrou diversos recordes na modalidade 1440 (anteriormente conhecida como Fita Round). Em 2014, participou da Copa do Mundo de Tiro com Arco, na qual ficou em segundo lugar, perdendo na repescagem para Brady Ellison.
 Sua ascensão ao alto escalão do esporte enquanto adolescente o rendeu a alcunha de "Neymar do Tiro com Arco".
Ele ganhou uma medalha de ouro na modalidade individual do esporte nos Jogos Olímpicos de Verão da Juventude em Nanjing, China, onde ele carregou a bandeira do Brasil.

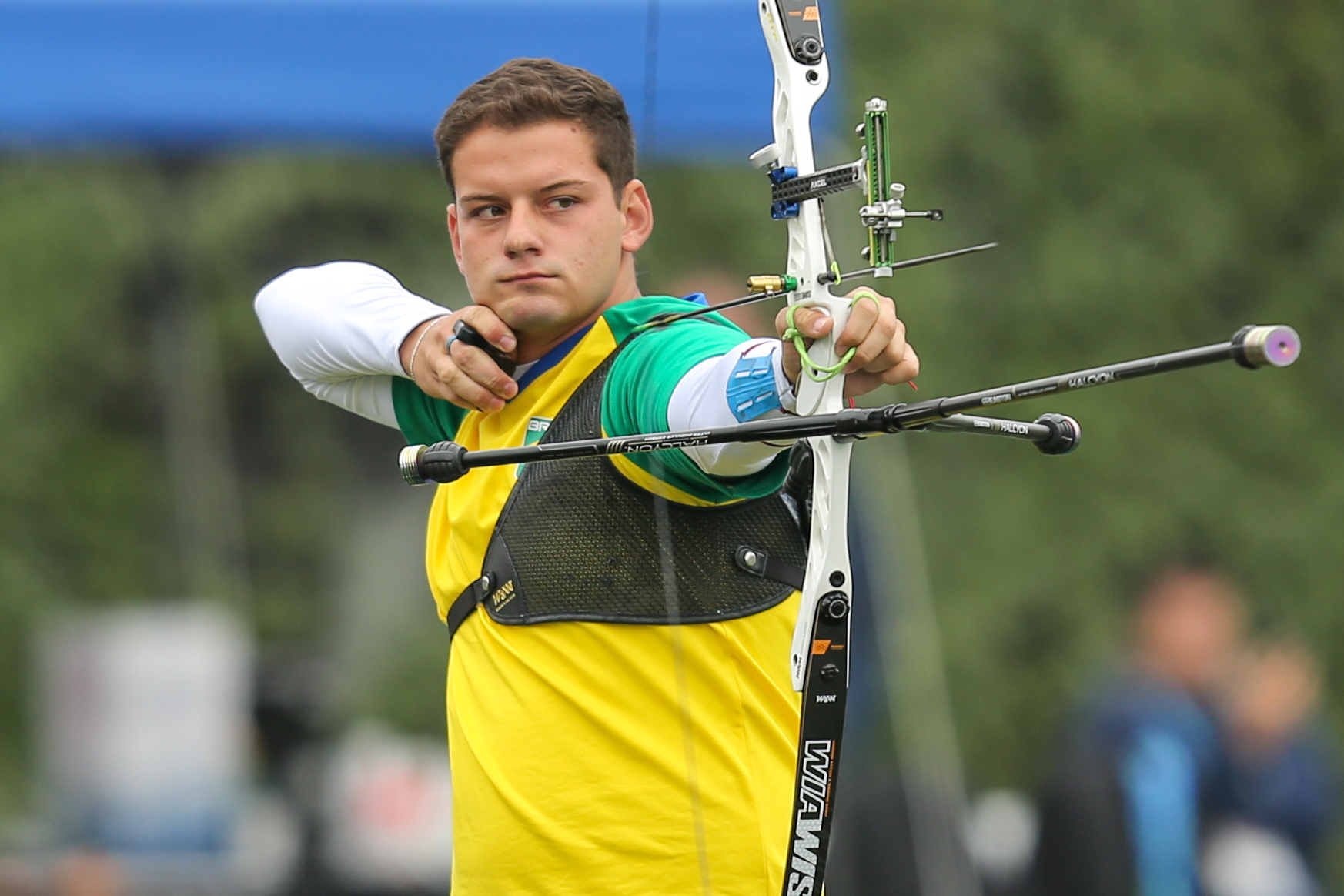
Marcus D'Almeida durante a prova do arco recurvo no tiro com arco dos Jogos Pan-Americanos Lima 2019.

### 2015
Nos Jogos Pan-Americanos participou em 2015 pela primeira vez, ganhando a medalha de bronze por equipes em 2015, ao lado de Daniel Xavier e Bernardo Oliveira.

### Jogos Olímpicos Rio 2016
Marcus fez parte da equipe brasileira nas Olimpíadas de 2016 que perdeu na primeira rodada para a China no Tiro com arco nos Jogos Olímpicos de Verão de 2016 - Equipes masculinas, ao lado de Bernardo Oliveira e Daniel Xavier.
Em simples perdeu na primeira rodada, para o experiente arqueiro americano Jake Kaminski.

### Pan 2019
Nos Jogos Pan-Americanos de 2019, ele ganhou a medalha de prata, perdendo apenas para o canadense Crispin Duenas, medalhista de bronze no Campeonato Mundial de Tiro com Arco de 2013, por um placar apertado de 6x4.

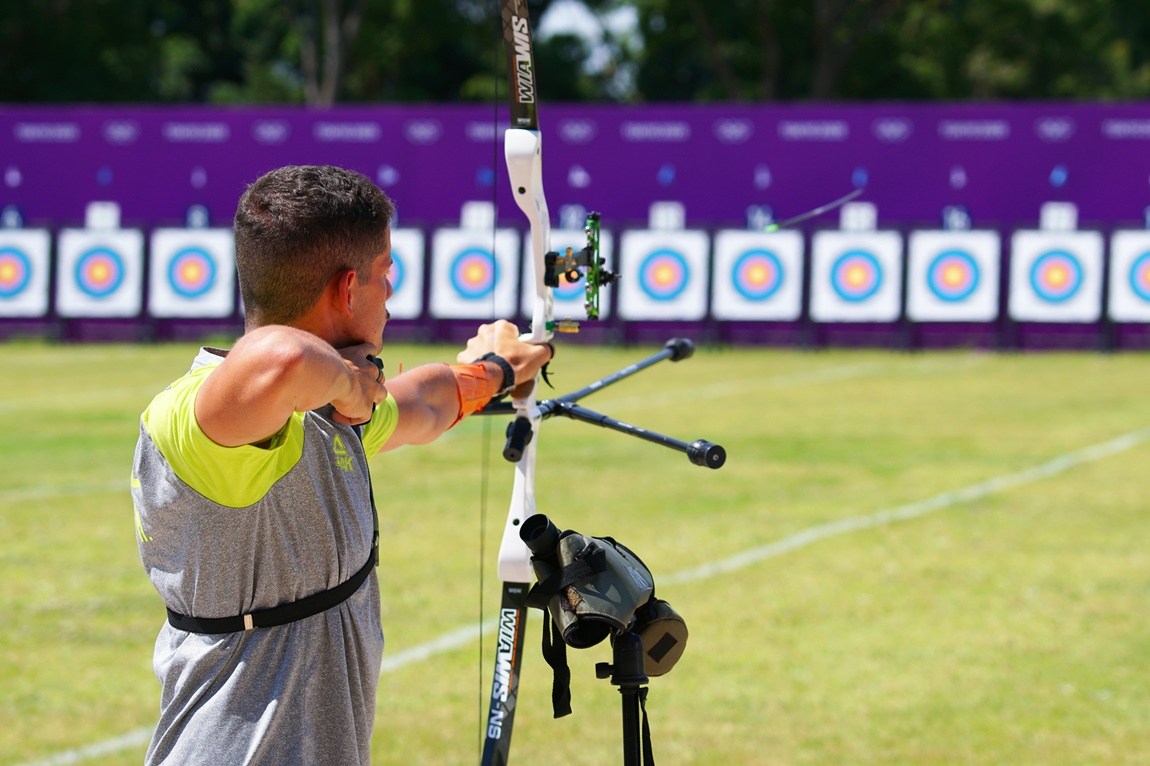
Marcos D'Almeida nos Jogos Olímpicos de Tóquio

### Jogos Olímpicos Tóquio 2020
Nos Jogos Olímpicos de Tóquio 2020, ao vencer o holandês Sjef van den Berg (cabeça de chave n.8 do torneio) e avançar para as oitavas de final, obteve o melhor resultado de um arqueiro brasileiro da história do tiro com arco nas Olimpíadas.  Foi eliminado nas oitavas pelo italiano Mauro Nespoli, que terminou com a prata olímpica nesta competição. Nespoli acertou todas as flechas na parte mais central do alvo (sempre conseguindo 9 ou 10 pontos). 

### Vice-campeão mundial em 2021
Em 2021, D'Almeida sagrou-se vice-campeão do mundial da modalidade em Yankton, nos Estados Unidos. Fez história ao conquistar a primeira medalha da história do Brasil no Campeonato Mundial de Tiro com Arco. 

### 2022
Em junho de 2022 alcançou o 4º lugar no ranking mundial, após o título na etapa de Paris da Copa do Mundo, onde derrotou três campeões olímpicos, dois deles sul-coreanos.

### 2023
Em fevereiro de 2023, tornou-se o primeiro brasileiro a liderar o ranking mundial de tiro com arco na categoria de arco recurvo.
Em agosto de 2023, ele obtém sua segunda medalha seguida em Mundiais, um bronze, garantindo também sua vaga nos Jogos Olímpicos de 2024.
Em setembro de 2023, ele obteve seu maior título na carreira, sendo campeão da Final da Copa do Mundo de Tiro com Arco, derrotando o sul-coreano Lee Woo-seok por 6 a 4.

### 2024
Em junho de 2024, 1 mês antes das Olimpíadas, ele obteve uma medalha de prata na etapa da Copa do Mundo de Antalya, na Turquia, perdendo a final para o sul-coreano tricampeão mundial Kim Woo-jin na flecha de desempate.

### Jogos Olímpicos Paris 2024
Nos Jogos Olímpicos de 2024 em Paris, ele teve problemas na fase de ranqueamento e se classificou apenas em 17º lugar. Isto fez com que ocorresse uma "final antecipada" entre Marcus, nº 1 do mundo, e o sul-coreano Kim Woo-Jin, nº2 do mundo, nas oitavas de final. Kim Woo-Jin foi praticamente perfeito, acertando quase todas as suas flechadas no centro do alvo, vencendo Marcus por 6 a 1 e se tornando posteriormente o medalhista de ouro da competição.